# Indian Ocean International Bank

L’Indian Ocean International Bank, IOIB, est une banque mauricienne fondée en 1978. Elle compte en 2007 onze succursales à travers Maurice et Rodrigues. En 2005, la State Bank of India, SBI, reprit l’institution bancaire et sous sa houlette, cette dernière réalisa des bénéfices croissants au fil des ans.

## Actionnariat
Jusqu’en 2005, le principal actionnaire de l’IOIB était Sam Cunden. Ce dernier possédait environ 40 % des actions de la compagnie. Selon la nouvelle loi régissant les institutions bancaire à Maurice, aucun individu ne peut acquérir plus de 15 % d’actions d’un tel organisme. De ce fait, la Banque de Maurice ne voyait pas d’un bon œil l’actionnariat de Sam Cunden dans l’IOIB. En avril 2005 la première banque indienne s’est rendue acquéreur de 51 % du capital de l’IOIB pour un montant de MRU 225 millions environ.
Traditionnellement, l’IOIB était associée aux importateurs mais commence maintenant à élargir son champ d’action en s’attaquant aux grands groupes du pays.

## Direction de l’entreprise
Le conseil d’administration est composé de cinq directeurs indépendants, quatre directeurs non-exécutifs et de deux directeurs exécutifs.

### Conseil d’administration (2006/2007)
Directeurs indépendants
- Vishwanathen Valaydon – Président du conseil
- Dick Ng Sui Wa
- Marie Desiré Pierre Dinan
- Arif Fakhruddin Currimjee
- Madhukarlal Baguant

Directeurs non-exécutifs
- Aravamuthan Ramesh Kumar
- Sridharan Srinivasaraghavan
- Vijaylakshimi Shetty
- S.K. Hariharan

Directeurs exécutifs
- Abhay Kumar Singh – Chief executive officer